# 王治民
王治民（1953年—），陕西商洛人。中国人民解放军中将。
1997年6月，任二炮工程技术总队总队长。2001年12月，任二炮第55基地副司令员。2004年12月，任二炮后勤部副部长。2006年12月，任二炮副参谋长。2009年12月，任广州军区副司令员。2014年8月，任第二炮兵副司令员。。2014年12月，到龄退役。
2003年7月，晋升少将军衔。2011年6月，晋升为中将军衔。曾经在北川驻防。5次进川。